# Восточные марийцы

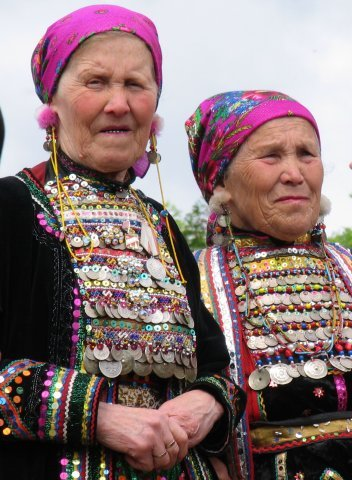
Пожилые женщины восточных марийцев

Восто́чные мари́йцы (луговомар. Эрвел марий Олык марий марийцы) — этнолингвистическая группа марийцев, проживающая по берегам Вятки и далее на восток по Каме и её притокам. Язык — луговомарийский марийский (лугово-восточный марийский).

## Районы проживания
Выделяют четыре района сосредоточения восточномарийского населения:
1. Прикамский — южная часть Камско-Вятского междуречья (Чолман марий) — юг Удмуртии;
2. Прибельский — в основном междуречье Белой, Уфы и Буя (Ӱпö марий) — северо-запад Башкортостана;
3. Икско-Сюньский — междуречье Ика и Сюни (Белебей марий) — запад Башкортостана на границе с Татарстаном;
4. Приуральский — верховья Уфы и Сылвы (Урал марий) — юго-запад Свердловской области и юго-восток Пермского края.

Остались лишь следы в топонимии от марийских поселений XVII века на крайнем востоке ареала восточных марийцев — близ Катайского острога, Камышлова, Шадринска, на реке Реж.

## Численность
Исторически являются потомками переселенцев из луговых марийцев. Сохранился единый лугово-восточный (марийский) язык и обобщенное название этногруппы «лугово-восточные марийцы». По данным Всероссийской переписи населения 2002 всего как «лугово-восточные марийцы» себя идентифицировали 56 119 чел. из 604 298 марийцев (или 9 % от них), в том числе как «восточные марийцы» (восточные (уральские) марийцы) — 255 чел, собственно «лугово-восточные марийцы» — 3 333 чел., «луговые марийцы» (олык марий) — 52 410 чел.. Это говорит об устоявшейся традиции (приверженности) называть себя единым наименованием народа — «марийцы».
По некоторым оценкам численность лугово-восточных марийцев составляет около 580 000 человек из более чем 700 000 марийцев (более 80 % от них)., в том числе восточных марийцев около 150—180 тыс. при порядка 400 тыс. луговых марийцев.

## Черты синкретизма
Уральские марийцы раньше вступают в контакт с русским населением, меньше русских черт в культуре у Прикамских марийцев, а Прибельские и, особенно, Икско-Сюньские вобрали в себя много татарских черт. Существовали смешанные деревни с татарами, башкирами, русскими и чувашами. Их с марийцами связывали торговые и родственные отношения.

## История
Первые упоминания марийцев по Вятке до Камы — XV—XVI века. Под 1468 годом в Львовской летописи упоминаются марийцы по Каме близ Белой. Казанский летописец Шерефетдин (XVI век) упоминает близ Камы аул Бай Джуре Черемиш, Елабуга называется черемиской деревней. В грамоте царя Ивана Грозного от 1572 и 1574 годов промышленникам братьям Строгановым говорится о нападении на русские поселения и торговые суда на Каме вогуличей, остяков, ногайских татар, башкирцев и черемис.